# 在フィジー日本国大使館
在フィジー日本国大使館（英語: Embassy of Japan in Fiji）は、フィジーの首都スバにある日本の大使館。

## 沿革
- 1968年、日本がナウルと国交を樹立する[1]
- 1970年10月10日、フィジーがイギリスから独立し、日本は直ちに独立を承認、両国の間で国交が樹立された[2]
- 1978年10月1日、日本がツバルと国交を樹立する[3]
- 1979年1月、在フィジー日本国大使館が開設される[2]
- スバの大使館が在ツバル日本国大使館（英語: Embassy of Japan in Tuvalu）の兼轄を開始する[4]
- スバの大使館が在ナウル日本国大使館（英語: Embassy of Japan in Nauru）の兼轄を開始する[4]

## 住所

### 所在地
| 日本語 | スバ市トムソン通りBSPライフセンター2階         |
| 英語   | Level 2, BSP Life Centre, Thomson Street, Suva |

### 私書箱
| 日本語 | スバ市中央郵便局私書箱13045 |
| 英語   | G.P.O. Box 13045, Suva      |